# 하이메 루신치
하이메 루신치(스페인어: Jaime Lusinchi, 1924년 5월 27일 ~ 2014년 5월 21일)는 베네수엘라의 정치인이다. 1984년부터 1989년까지 대통령으로, 1989년부터 1993년까지 상원의원으로 재직했다.

## 약력
1924년 5월 27일, 안소아테기의 클라리네스에서 태어났다. 그의 성씨인 Lusinchi는 어머니의 성씨였는데, 이유는 그의 어머니가 미혼모였기 때문이다(루신치는 아버지가 없었다). 어머니인 마리아 앙헬리카 루신치(María Angelica Lusinchi)는 코르시카에서 온 이탈리아인이었다.
루신치는 아버지 없이(어머니 밑에서만)자랐다. 그는 클라리네스와 푸에르토 핀투에서 초등교육을 받았고, 후에 바르셀로나(안소아테기)에서 고등교육을 받았다. 1941년 안데스 대학에 입학하여 의학을 공부하지만, 그는 카라카스로 이주하였고 베네수엘라 중앙대학에서 수학하였다. 안데스 대학에 입학했던 그 해에, 루신치는 글라디스 카스티요(Gladys Castillo)를 만났고 그녀와 결혼했다.

## 정치 활동
1940년대부터 정치활동을 시작했다. 그러던 중 1952년 독재자 마르코스 페레스 히메네스가 집권하였고, 동년 부정 선거로 당선되었다. 루신치는, 이 사건 이후 투옥되었다. 이 이후 미국으로 이주하였으나, 히메네스 체제가 몰락하자 귀국한다.
1983년, 라파엘 칼데라를 물리치고 대통령으로 당선되었다.

## 대통령

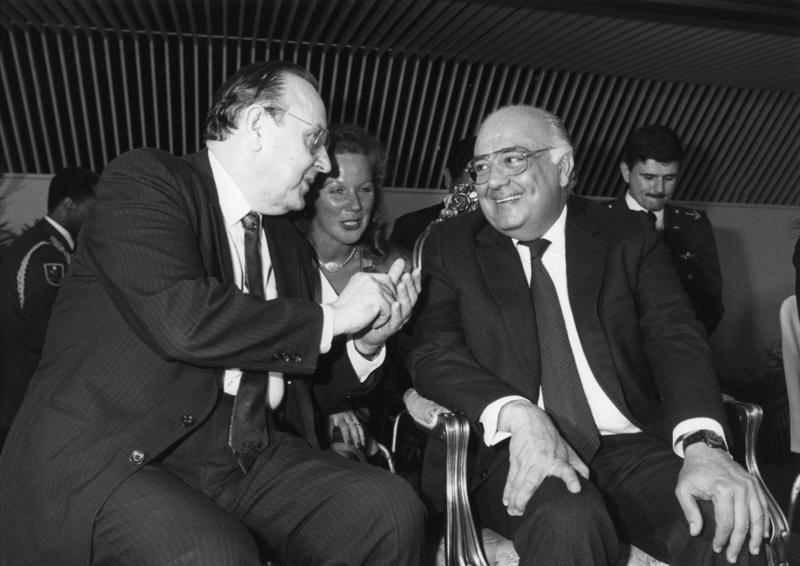
한스디트리히 겐슈허와 함께 (1987년)

59세에 대통령이 된 그는, 사회안전과 평등을 약속하였다. 초기에는 경제 혼란을 타개하고, 외채를 갚고, 지출을 줄이는 데 주목했다. 또한 산업을 활성화하며, 국민들에게 혜택을 주기 위해 힘쓰기도 했다. 이 정책이 큰 효과를 거두지 않았으나, 에레라 전 대통령 시절에 비하면 효과를 거둔 편이었다. 하지만 석유 혼란이 계속되면서, 그도 에레라처럼 실패한 사람이나 다름없는 존재가 되고 말았다.

## 이후
1989년 임기 종료와 함께 퇴임했으며, 상원의원으로 선출되었다. 그러나 1993년 페레스 대통령이 부패 혐의로 파면당하였고, 이에 루신치 자신에게까지 부패 의혹이 들자 그 직을 사임했다. 그는 코스타리카를 거쳐 미국으로 망명했으나, 이후 베네수엘라로 복귀했다. 2014년 사망했다.

## 역대 선거 결과
| 선거명      | 직책명              | 대수 | 정당       | 득표율 | 득표수      | 결과 | 당락 |
| ----------- | ------------------- | ---- | ---------- | ------ | ----------- | ---- | ---- |
| 1983년 선거 | 베네수엘라의 대통령 | 53대 | 민주행동당 | 56.72% | 3,773,731표 | 1위  |      |